# Guy Grosso
Guy Grosso, pseudoniem van Guy Marcel Sarrazin, (Beauvais, 19 augustus 1933 -  Saint-Germain-en-Laye, 14 februari 2001) was een Frans acteur.
Samen met Michel Modo vormde hij het in Frankrijk bekende komische duo "Grosso et Modo". Ze verschenen in diverse films, voornamelijk met Louis de Funès, zoals Le Gendarme de Saint-Tropez. Daar speelden Modo en Grosso respectievelijk de rol van agent Berlicot en agent Tricard.